# Eupithecia defimbriata
Eupithecia defimbriata es una especie de polilla de la familia Geometridae. La especie fue descrita por primera vez por William Warren habiendo sido descrita en 1906, con distribución en Brasil y probablemente en Perú. El sintipo de la especie fue descrita en el Estado de Paraná.

## Descripción
Es una polilla pequeña con una envergadura de 18 milímetros (0,7 plg). Su ala anterior es gris con líneas transversales oscuras. El ala posterior es más pálida y amarillenta con líneas transversales gris oscuro.
La parte inferior de la polilla es gris con las líneas todas de color gris oscuro, la línea exterior negruzca. La cabeza, tórax y abdomen son grises, el dorso con marcas negruzcas y mechones anales ocre.